# セクストゥス・ユリウス・カエサル (紀元前157年の執政官)
セクストゥス・ユリウス・カエサル（Sextus Iulius Caesar、 生没年不詳）は紀元前2世紀中頃の共和政ローマのパトリキ（貴族）出身の政治家・軍人。紀元前157年にコンスル（執政官）を務めた。

## 出自
ユリウス氏族はパトリキ系の氏族の一つで自らの祖先がアエネイアスの息子ユルスであるとし、アエネイアスを通して女神ウェヌスにも連なると主張していた。王政ローマにおける第3代の王、トゥッルス・ホスティリウスによって滅ぼされ、ローマに移住させられたローマの隣国アルバ・ロンガの有力者の一族である。共和政初期には、紀元前489年のガイウス・ユリウス・ユッルスから紀元前379年のルキウス・ユリウス・ユッルスまで、多くの執政官や執政武官を輩出してきた。しかしながら、その後の200年間は振るわず、唯一紀元前267年にルキウス・ユリウス・リボが執政官を務めたのみであった。
カピトリヌスのファスティによると、カエサルの父のプラエノーメン（第一名、個人名）はセクストゥス、祖父はルキウスである。父セクストゥスは紀元前208年のプラエトル（法務官）と思われ、記録で確認できる限り、最初にカエサルのコグノーメン（第三名、家族名）を名乗った人物である。

## 経歴
現存する資料にカエサルが初めて登場するのは、紀元前181年のことである。プロコンスル（前執政官）ルキウス・アエミリウス・パウッルス（後のマケドニクス）の下で、トリブヌス・ミリトゥム（高級幕僚）を務めた。パウッルスはリグリア人と戦ったが、カエサルはルキウス・アウレリウス・コッタと共に、ある戦闘で第III軍団の指揮を執った。しかし、現代の研究者は、このリグリアでの戦争全体の話が古代の年代記編者の創作である可能性があると考えている。
紀元前169年、元老院はカエサルをガイウス・センプロニウス・ブラエススと共に特使としてバルカン半島に派遣した。丁度第三次マケドニア戦争の最中であり、ローマの軍司令官ルキウス・ホルテンシウスはギリシアの都市アブデラを勝手に占領・略奪し、その住民を奴隷にした。特使達は元老院の命令をホルテンシウスと前執政官アウルス・ホスティリウス・マンキヌスに伝えた：「アブデラに対する攻撃は全く正当化できず、奴隷に売られた人々を全て探し出して自由にすること」。このときカエサルは既にクァエストル（財務官）経験者（クァエストリウム）であったと思われる。
紀元前165年、カエサルはアエディリス・クルリス（上級按察官）に就任した。同僚はグナエウス・コルネリウス・ドラベッラであった。この年のメガレシア祭でテレンティウスの『義母』が初演された。しかしながら大変に不評で、第一幕と第二幕の間に、多くの観客が劇場を出て綱渡りと剣闘士競技を見に行った。
カエサルの政治歴の頂点は紀元前157年で、プレブス（平民）のルキウス・アウレリウス・オレステスと共に執政官に就任した。カエサル家から執政官となったのは、彼が最初であった。
紀元前147年、カエサルははギリシアに派遣された使節団の長を務めた。アカイア同盟は、第四次マケドニア戦争後にローマに対して敵対な態度をろり始めていた。カエサルの任務は「ローマと敵対関係にならないように」説得することであった。しかしアエギムとテゲアで行われた交渉は完全に失敗に終わり、戦争は避けられないものとなった。紀元前146年にアカイア同盟はローマに対して反抗するが、ローマから派遣されたルキウス・ムンミウスにコリントスの戦いで敗北、一連の戦役でコリントスが廃墟と化し同盟は消滅した。
なお、歴史学者ヴィルヘルム・ドルマンは、紀元前181年のトリブヌス・ミリトゥムは、執政官セクストゥスとは別人と示唆した。しかし、歴史学者フリードリッヒ・ミュンツァーは、この仮説には根拠がないと断言している。

## 子孫
カエサルには二人の息子がおり、同名の息子セクストゥスは紀元前123年に法務官を務め、もう一人のルキウスは時期不明ではあるが造幣官を務めているルキウスは紀元前102年の執政官クィントゥス・ルタティウス・カトゥルスの母と結婚し、その子が紀元前90年の執政官ルキウス・ユリウス・カエサルとガイウス・ユリウス・カエサル・ストラボ・ウォピスクスである。ルキウスの同名の息子は紀元前64年に執政官を務めた。

### 古代の資料
- カピトリヌスのファスティ
- ティトゥス・リウィウス『ローマ建国史』
- ガイウス・プリニウス・セクンドゥス『博物誌』
- ポリュビオス『歴史』
- ガイウス・スエトニウス・トランクィッルス『皇帝伝』

### 研究書
- Egorov A. Julius Caesar. Political biography. - SPb. : Nestor-Istoriya, 2014 .-- 548 p. - ISBN 978-5-4469-0389-4 .
- Broughton R. Magistrates of the Roman Republic. - N. Y. , 1951. - Vol. I. - P. 600.
- Münzer F. Iulius 127ff // Paulys Realencyclopädie der classischen Altertumswissenschaft . - 1918. - Bd. X, 19. - Kol. 182-184.
- Münzer F. Iulius 141 // Paulys Realencyclopädie der classischen Altertumswissenschaft . - 1918. - Bd. X, 19. - Kol. 465.
- Münzer F. Iulius 148/149 // Paulys Realencyclopädie der classischen Altertumswissenschaft . - 1918. - Bd. X, 19. - Kol. 475–476.
- Dictionary of Greek and Roman Biography and Mythology